# Ferenc Trethon
Ferenc Trethon (* 9. September 1923 in Eger, Komitat Heves; † 23. September 2012 in Budapest) war ein ungarischer Politiker der Partei der Ungarischen Werktätigen MDP (Magyar Dolgozók Pártja) sowie schließlich der Ungarischen Sozialistischen Arbeiterpartei MSZMP (Magyar Szocialista Munkáspárt), der unter anderem zwischen 1977 und 1981 Arbeitsminister war.

## Leben
Trethon, Sohn eines Schlossergesellen, absolvierte nach dem Besuch der Höheren Handelsschule und des Gymnasiums ab Oktober 1941 eine Berufsausbildung beim Staatlichen Kohlebergwerk (Állami Kőszénbánya) in Budapest und war dort zwischen Februar 1945 und Oktober 1946 stellvertretender Leiter der Finanzabteilung. Im Anschluss wechselte er als Mitarbeiter zur Ungarischen Zoologischen Vereinigung MÁSZ (Magyar Állatkertek Szövetsége) und war bei dieser anfangs in der Abteilung für Statistik und Kalkulation sowie danach in der Revisionsabteilung tätig, ehe er im März 1948 Revisor wurde. Zwischenzeitlich absolvierte er ein Studium der Wirtschaftswissenschaften an der Palatin-Josef-Universität für Technik und Wirtschaftswissenschaften (József Nádor Műszaki és Gazdaságtudományi Egyetemen), das er 1949 abschloss. Im Februar 1948 wurde er Mitglied der Partei der Ungarischen Werktätigen MDP (Magyar Dolgozók Pártja).
Daraufhin übernahm Trethon im März 1949 die Stelle als Leiter der Kontrollabteilung bei einem Bergbau-Chemischen Unternehmen sowie von Mai 1948 bis April 1952 als stellvertretender Leiter der Investitionsabteilung der Behörde für die Kohleindustrie (Szénbányászati Ipari Igazgatóság). Daraufhin übernahm er die Funktion als stellvertretender Leiter der Abteilung für allgemeine Buchhaltung und Buchprüfung im Bergbauministerium. Im November 1956 wurde er Mitglied der aus der MDP hervorgegangenen Ungarischen Sozialistischen Arbeiterpartei MSZMP (Magyar Szocialista Munkáspárt). Nach der Auflösung des Bergbauministeriums im Oktober 1967 wechselte er in das Ministerium für Schwerindustrie und stieg dort 1971 zum Leiter der Wirtschaftsabteilung auf. Im Anschluss wurde er 14. März 1974 Vize-Finanzminister.
Im Rahmen einer Regierungsumbildung wurde Trethon am 24. Juni 1977 als Arbeitsminister (Munkaügyi Miniszter) in die Regierung von Ministerpräsident György Lázár berufen und übte diese Funktion als Nachfolger von László Karakas bis zum 30. September 1981 aus. Im Anschluss wurde dieses Ministeramt nicht neu besetzt.
Nach seinem Ausscheiden aus der Regierung fungierte er zwischen 1981 und 1989 als Co-Vorsitzender der Gesellschaft für Technik und Wissenschaften MTESZ (Műszaki és Természettudományi Egyesületek Szövetsége) und war zugleich von 1982 bis zu seinem Eintritt in den Ruhestand 1991 Direktor des Instituts für Betriebswirtschaftslehre und Management der Universität Veszprém. Daneben war er zwischen 1983 und 1996 Präsident der Gesellschaft für Organisation und Verwaltung SZVT (Szervezési és Vezetési Társaság), eine Unterorganisation der MTESZ, sowie von 1989 bis 1995 auch Erster Vize-Vorsitzender des Europäischen Rates für Managementwissenschaften.
Nach seinem Tod wurde Trethon, der 1983 Vorsitzender des Freundeskreises des Fußballvereins Baráti Kör wurde, auf dem Újköztemető-Friedhof in Kőbánya, dem 10. Budapester Bezirk, beigesetzt.